# Roman Iwanowitsch Tugarew
Roman Iwanowitsch Tugarew (russisch Роман Иванович Тугарев; * 22. Juli 1998 in Ischewsk) ist ein russischer Fußballspieler.

## Karriere

### Verein
Tugarew begann seine Karriere bei Lokomotive Moskau. Zur Saison 2017/18 rückte er in den Kader des drittklassigen Farmteams von Lok, Lokomotive-Kasanka Moskau. Im Juli 2017 stand er gegen den FK Ufa auch erstmals im Kader der Profis der Moskauer. In der Saison 2017/18 kam er zu 25 Einsätzen für Lok-Kasanka in der Perwenstwo PFL, in denen er 13 Tore erzielte. Für die Profis wurde er nicht eingesetzt. Im September 2018 debütierte er schließlich in der Premjer-Liga, als er am neunten Spieltag der Saison 2018/19 gegen Achmat Grosny in der Nachspielzeit für Manuel Fernandes eingewechselt wurde. Bis Saisonende kam er zu fünf Einsätzen in der höchsten russischen Spielklasse, zudem wurde er acht Mal für Kasanka in der dritten Liga eingesetzt.
In der Saison 2019/20 kam Tugarew erneut zu fünf Einsätzen in der Premjer-Liga. Im Oktober 2020 wurde er an den Ligakonkurrenten FK Rostow verliehen. Nach acht Einsätzen für Rostow wurde er im Februar 2021 fest verpflichtet. Bis Saisonende absolvierte er 16 Partien im Oberhaus. In der Saison 2021/22 kam er zu 13 Einsätzen. In der Saison 2022/23 machte er 24 Spiele.
Nach weiteren sieben Einsätzen bis zur Winterpause 2023/24 wurde er im Februar 2024 an den Zweitligisten Torpedo Moskau verliehen.

### Nationalmannschaft
Tugarew spielte 2015 zwei Mal für die russische U-15-Auswahl. Im März 2018 debütierte er für die U-21-Mannschaft.